# Stars (album, Cher)
Stars je dvanácté studiové album zpěvačky a herečky Cher, vydané v dubnu roku 1975 u Warner Bros. Records..

## O albu
V roce v 1974 se Cher rozvedla se svým prvním manželem Sonnym Bonem, se kterým tvořila populární duo. V té době už měla dvouletý románek s výkonným ředitelem Davidem Geffenem, který jí osvobodil od stávajícího uspořádání ve firmě Sonny, kde byla povinna pracovat výhradně pro firmu Cher Interprises, kterou založil. Geffen zajistil pro Cher dohodu ve výši 2,5 miliónů dolarů se společností Warner Bros. Na začátku roku 1975 začala Cher nahrávat s Phillem Spectorem. Z této spolupráce vznikly písně "A Woman's Story" a "Baby, I Love You." Kvůli velkým sumám, které si ale Spector účtoval, bylo nakonec ze strany vydavatelství od nahrávání celého alba upuštěno a dvě vzniklé písně byly vydány jako singl. Byly však neúspěšné a v současnosti jsou považovány za raritu.
V této době vypustila Cher prohlášení, že od loňského roku (1974) začala poslouchat zvučná jména jako Stevie Wonder, Elton John, James Taylor, Carly Simon, Joni Mitchell nebo Bob Dylan. Při poslouchání a pobrukování si v sobě objevila nový směr, kterým se chce vydat. Je to odklon od čistého popu. Nechala se vyjádřit, že "Gypsies, Tramps & Thieves" a další singly jsou sice miliónové hity, ale vlastně směšné a umělecky prázdné. Po této čistě komerční hudbě se tak chce na čtyři nebo pět měsíce zavřít ve studiu a vytvořit něco fantastického.
Nakonec tedy došlo k realizaci alba Stars pod taktovkou Jimmyho Webba, které vyšlo 19. dubna 1975. Obsahuje deset písní, devět z nich byly coververze (většinou) nesinglových písní z úspěšných alb věhlasných interpretů. Vybírala je přímo Cher, celkově se na albu na rozdíl od jejích předchozích desek skutečně podílela. Jediná nová původní píseň je "Just This One Time". Výsledný produkt se velmi lišil od toho, co kdy Cher do té doby natočila. Jednalo se o její první seriózní roc'n'rollovou desku. Cher byla z nové hudby nadšená. Poprvé dělala styl hudby, který jí doopravdy bavil. S novou desku u nové společnosti a u Cher novým stylem hudby se vázaly silné ambice. Záměrem bylo přimět milióny fanoušků po celém světě, aby Cher vzali jako rockovou hvězdu, nejen jako zpěvačku, po čemž silně toužila. Společnost Warner Bros. vkládala do alba velké naděje.
Album mělo velkou reklamu. V televizi běžela její úspěšná televizní show. Cher propagovala album v The Carol Burnett Show a The Flip Wilson Show, kde zpívala písně "Love Hurts", "Just This One Time" a "Geronimo's Cadillac". Neustále se také objevovala v tisku, na obálce časopisu National Enquirer se dokonce v té době objevovala každý týden.
Navzdory všem snahám a mediální podpoře, deska po komerční stránce totálně propadla. Možná i kvůli tomu, že rock začal v té době upadat a přicházela disco hudba a spoustu nových zpěvaček (např. Donna Summer). V Americe se umístilo na nelichotivém 153. místě a v Austrálii na místě 100. Nikde jinde se neumístilo. Celosvětově se alba prodalo asi 440 tisíc, z toho 102 tisíc v Americe a 4 tisíce v Anglii. Album se však od té doby stalo kultovní klasikou, často vyhledávanou (nejen) mezi fanoušky. Řada fanoušků dokonce album považují za její vůbec nejlepší.
V roce 1982 řekla Andymu Warholovi v rozhovoru pro časopis Interview , že album Stars je jedním ze tří alb (společně s Two The Hard Way s Greggem Allmanem (1977) a I Paralyze (1982), na které je opravdu pyšná. V roce 2000 se potom nechala slyšet, že kdyby byla v té době ještě lepší zpěvačkou, výsledek by byl zdařilejší. V té době totiž chodila za učitelkou zpěvu, jelikož si lidé utahovali z jejího vibrata, které ještě neuměla zcela ovládat.
Na kompaktním disku Stars nikdy nevyšlo. Podle časopisu Billboard Cher vlastní veškerá autorská práva a společnost Warner Bros. nemá žádné pravomoce.

### Kritika
Kritiky byly smíšené až negativní. Mezi nejčastější výtky patřily třeba ty, že přezpívané písně nejsou tak dobře nazpívané jako originály. Časopis Billboard popisuje album jako „mix blues rocku, progresivního country a standardního rocku.“ Kritizuje Cher vokály, ale dodává, že to určitě neodradí armádu fanoušků, která se díky její televizní show ještě více rozrostla. Jako nejlepší momenty označuje písně "Stars", "Love Hurts", "These Days" a "Geronimo's Cadillac". „Cher se pořád stylizuje, ale skutečný vlastní styl postrádá,“ napsala Janet Maslin v listu Village Voice. „Její hlasové triky vyznívají odjakživa neúčelně a uměle, postrádají citovou přesvědčivost... Skoro všechny písně z alba Stars jsou až příliš dobře známé z původních verzí, a jejich provedení se proto jeví jako druhořadé... I když se na první pohled jejich výběr zdá nesourodý, většinou mají akcentovat a přibližovat základní pózu: pocit rozzlobeného protestu Cher jako indiánského vyděděnce či cikánské tanečnice na okraji společnosti.“ Christina Science Monitor se vyjádřil: „Ať se Cher a producent Jimmy Webb sebevíce snaží dokázat opak, Cher prostě není rocková zpěvačka... Image a nikoliv hudební kvality jsou hlavním přínosem Cher, jak v případě hudebních nahrávek, tak v televizi. Když se pokoušela zpívat skladby Erica Claptona a Neila Younga, octla se Cher "zcela mimo svůj žánr a v obou případech výsledek dokonale zklamal.“ James Spina byl ještě více nemilosrdný v kritice pro Women's Wear Daily: „Cher je názorným důkazem toho, že 600 umělých nehtů a 600 tisíc převleků může pro průměrnou zpěvačku udělat na hudebním poli pravé divy. Bez Bona nemá pevné vedení, což vyústilo do nejhorší z četných jejích špatných desek... Když člověk slyší v jejím podání píseň Everly Brothers "Love Hurts", nabývá dojmu, že Cher snad vidí text poprvé a orchestr ji navíc doprovází tak liknavě, jako by hrál tuto melodii v jednom kuse už tři roky. Její jen mírný náznak vnitřního boje je děsivě falešný. Tím chraplavým hlasem snad píseň odzpívá, ale dobře to nevyzní. příště nás možná obšťastní novým provedením Sonnyho a změní pouze slova, která se už nehodí... Cožpak nikoho nenapadlo, že tyto písně vůbec neodpovídají jejímu stylu, vhodnému tak pro venkovské video?“

### Singly
Jediným vydaným singlem je píseň "Geronimo's Cadillac". Byla vydaná v Severní Americe na klasickém 7i-palcovém singlu bez obrázku, s písní "These Days" na straně B. Singl se nikde neumístil a prodeje byly chabé.

## Seznam skladeb
| Pořadí | Název                                      | Autor                          | Délka |
| ------ | ------------------------------------------ | ------------------------------ | ----- |
| 1.     | Love Enough                                | Tim Moore                      | 3:05  |
| 2.     | Bell Bottom Blues                          | Eric Clapton                   | 4:04  |
| 3.     | These Days                                 | Jackson Browne                 | 4:07  |
| 4.     | Mr. Soul                                   | Neil Young                     | 3:03  |
| 5.     | Just This One Time                         | Jimmy Webb                     | 4:42  |
| 6.     | Geronimo's Cadillac                        | Michael Martin Murphey, Quarta | 2:58  |
| 7.     | The Bigger They Come, The Harder They Fall | Jimmy Cliff                    | 3:17  |
| 8.     | Love Hurts                                 | Boudleaux Bryant               | 4:46  |
| 9.     | Rock and Roll Doctor                       | Lowell George, Fred Martin     | 3:05  |
| 10.    | Stars                                      | Janis Ian                      | 5:11  |

## Umístění
| Umístění (1975) | Pozice |
| --------------- | ------ |
| Austrálie       | 100    |
| USA             | 153    |